# Il gioco della paura (romanzo)
Il gioco della paura (Scare School) è il dodicesimo libro della collana Super brividi scritto dall'autore statunitense R. L. Stine.

## Trama
Sam Waterbury, dopo aver avuto problemi nella sua vecchia scuola, si trova costretto a cambiare scuola, passando di conseguenza alla Wilton Middle School. Appena arrivato a scuola, aggirandosi nei corridoi, nota una strana creatura verde simile ad un goblin avente però un volto umanoide che, con un sorriso malevolo, gli dice che adesso tocca a lui. Inizialmente, convinto che fosse una specie di scherzo di benvenuto, Sam, una volta entrato in classe, chiede all'insegnante, il signor Kimpall, che cosa fosse quella strana creatura fuori dalla classe, ma questi non gli spiega nulla, perché non lo vuole spaventare. Finite le lezioni, ritrova la strana creatura vicino al suo armadietto che gli vuole rubare il giubbotto e ci riesce, anche se Sam riesce a rubargli la coda, mettendolo fuori gioco. La strana creatura, a quel punto, gli giura vendetta, minacciandolo di morte. Quello stesso giorno, inoltre, durante la pausa pranzo, Sam vede degli scarafaggi uscire dal suo purè di patate, e nota poi degli strani bigliettini con scritto "Leggi la mia lettera. Chi cade prima?" in varie parti. Quando poi Sam decide di chiedere spiegazioni a Tonya Black, una sua nuova compagna di classe, questa le spiega che la scuola è infestata da Imp, uno spiritello maligno che mette a dura prova la permanenza degli studenti e degli insegnanti con i suoi orribili scherzi, e ciò viene anche confermato da Simpson, un altro coetaneo di Sam e Tonya, il quale aveva subito uno scherzo orribile qualche anno prima proprio ad opera della creatura. I due amici, inoltre, lo pregano di non rivelare la presenza di Imp ai suoi genitori, altrimenti quest'ultimo si sarebbe infuriato e avrebbe generato il caos più totale nella scuola. Sam, però, ignora l'avvertimento e informa i genitori, che ovviamente non gli credono, e allora si convince definitivamente di dover affrontare da solo tale entità. Dopo che questi gli ha giocato dei dispetti orribili, come rapire un raro coniglio color ebano che Sam aveva portato a scuola sotto suggerimento di suo padre (rischiando quasi di uccidere il piccolo animaletto) o fargli incollare il sassofono alle mani, Sam realizza che Imp può trasformarsi in un essere umano a suo piacimento, dopo aver fatto delle ricerche. Il giorno di un'importante assemblea scolastica, che prevede anche un mini-concerto, Sam insegue Imp sino allo scantinato, dove trova però Tim Poster, un altro suo coetaneo, rintanatosi là per studiare in santa pace, e poco dopo il protagonista riesce a mettere fuori gioco Imp quasi soffocandolo. Questi, tramortito, gli rivela di essere in realtà Simpson poiché, riflettendo sull'indovinello trovato sui bigliettini, Sam realizza che il cognome Simpson contiene la parola Imp se si toglie la s iniziale. Imp, smascherato, gli propone a quel punto uno scambio: se gli avesse ridato la sua coda (custodita nell'armadietto di Sam) egli sarebbe sparito e gli avrebbe reso indietro il giubbotto. Sam accetta, ma, incredibilmente, Tim gli ruba la coda, rivelandosi essere il fratello di Imp (anche in questo caso, il nome Tim Poster, senza la lettera t iniziale, include la parola Imp). Cercando di fuggire dai due mostriciattoli, Sam s'imbatte nel signor Kimpall, che si rivela essere il padre dei due esseri mostruosi (in questo caso, anche il cognome Kimpall, senza la lettera k iniziale, include la parola Imp), mentre la preside Simpkin è la loro madre (in questo caso, il cognome Simpkin, senza la lettera s iniziale, include la parola Imp). La scuola, infatti, non era infestata da un mostriciattolo, ma bensì da un'intera famiglia di loro. Raggiunto il palco, Sam viene accerchiato dagli esseri e, di colpo, realizza che l'unico modo per sconfiggerli e far sì che la gente rida convulsamente. Così, prendendoli per mano, inizia a roteare convulsamente, finché i quattro non si dissolvono del tutto. A seguito della morte della preside Simpkin, il signor Kelly, il docente di musica, viene promosso a preside e, dopo essersi congratulato con Sam per aver sconfitto gli esserini, gli chiede se è disposto a sconfiggere un troll che si trova nello scantinato della scuola.

## Edizioni
- R. L. Stine, Il gioco della paura, traduzione di Maria Cristina Leardini, collana Super brividi, Arnoldo Mondadori Editore, 2003,  p. 159, ISBN 88-04-51747-6.